# Tlak
Tlak je fizikalna veličina (znak p) koja opisuje djelovanje sile na površinu (pritisak), određena omjerom sile F, koja djeluje okomito na površinu ploštine A, dakle:
{\displaystyle p={F \over A}}.
Mjerna jedinica tlaka je Paskal (znak Pa) ili  njutn po metru kvadratnom (N/m2). Osim Paskala može se upotrebljavati i mjerna jedinica tlaka bar (1 bar = 105 Pa). Stare jedinice tlaka bile su:
- tehnička atmosfera, znak at (1 at = 98 066,5 Pa);[2]
- standardna, normalna ili fizikalna atmosfera, znak atm (1 atm = 101 325 Pa);[2])
- milimetar živina stupca ili milimetar stupca žive, znak mmHg, ili torr (1 mmHg = 1 torr = 133,322 Pa);[2]
- milimetar stupca vode, znak mmH2O (1 mmH2O = 9,806 65 Pa).

|        | paskal        | bar               | tehnička atmosfera | standardna atmosfera | torr (mmHg)        | funta sile po četvornom palcu |
| ------ | ------------- | ----------------- | ------------------ | -------------------- | ------------------ | ----------------------------- |
| 1 Pa   | ≡ 1 N/m²      | = 10−5 bar        | ≈ 10,197·10−6 at   | ≈ 9,8692·10−6 atm    | ≈ 7,5006·10−3 torr | ≈ 145,04·10−6 psi             |
| 1 bar  | = 100 000 Pa  | ≡ 106 din/cm²     | ≈ 1,0197 at        | ≈ 0,98692 atm        | ≈ 750,06 torr      | ≈ 14,504 psi                  |
| 1 at   | = 98 066,5 Pa | = 0,980665 bar    | ≡ 1 kp/cm²         | ≈ 0,96784 atm        | ≈ 735,56 torr      | ≈ 14,223 psi                  |
| 1 atm  | = 101 325 Pa  | = 1,01325 bar     | ≈ 1,0332 at        | ≡ 101 325 Pa         | = 760 torr         | ≈ 14,696 psi                  |
| 1 torr | ≈ 133,322 Pa  | ≈ 1,3332·10−3 bar | ≈ 1,3595·10−3 at   | ≈ 1,3158·10−3 atm    | ≡ 1 mmHg           | ≈ 19,337·10−3 psi             |
| 1 psi  | ≈ 6894,76 Pa  | ≈ 68,948·10−3 bar | ≈ 70,307·10−3 at   | ≈ 68,046·10−3 atm    | ≈ 51,715 torr      | ≡ 1 lbf/in²                   |

## Kinetička teorija plinova
Kinetička teorija plinova je tumačenje makroskopskih svojstava plinova na temelju gibanja njihovih molekula. Osnovne su postavke teorije: 
- molekule su najmanji djelići tvari koji sadrže kemijska svojstva makroskopske tvari;
- molekule su u stalnom, kaotičnom gibanju (kinetička energija molekularnoga sustava predstavlja toplinu);
- međusobno djelovanje molekula i njihovo djelovanje na stijenke posude u kojoj se plin nalazi može se tumačiti, na bazi klasične mehanike, kao sudari;
- zbog velikoga broja molekula primjenljive su metode statističke mehanike. Ako se zanemari međusobno djelovanje molekula, govori se o idealnom plinu, za koji se jednostavno izračunavaju temeljne termodinamičke veličine: tlak, temperatura i specifični toplinski kapacitet.[3]

### Tlak plina
Tlak plina uzrokovan je udarcima molekula plina u određenom vremenu na površinu stijenke posude koja zatvara plin. Taj je tlak to veći što je viša temperatura T, a manji obujam ili volumen V određene količine n plina:
{\displaystyle p\cdot V=n\cdot R\cdot T\,}
gdje je: p – apsolutni tlak plina (Pa), V – obujam plina (m3), n – broj molova plina, R – univerzalna plinska konstanta (8,314472 J • mol−1 • K−1), jednaka umnošku Boltzmannove konstante i Avogadrovog broja, T - apsolutna temperatura (u Kelvinima).

#### Atmosferski tlak
Atmosferski tlak uzrokovan je težinom zraka i određen težinom stupca zraka nad površinom.

#### Parcijalni tlak
Parcijalni tlak je tlak pojedinih komponenata u smjesi plinova (Daltonov zakon). Tlak se može mjeriti kao apsolutni ili kao relativni, prema tomu uzima li se za nulu vakuum ili atmosferski tlak. Relativni tlak koji je manji od atmosferskoga naziva se negativni tlak.

## Tlak kod tekućina
Kod tekućina, tlak će se javiti u dva slučaja:
- prilikom djelovanja gravitacije ili inercijalnih sila, kada će sve čestice tekućine dobiti težinu te će djelovati nekom ukupnom silom u smjeru djelovanja rezultantne sile polja u kojem se tekućina nalazi. Takvo djelovanje će proizvesti hidrostatski tlak;
- prilikom gibanja (strujanja) tekućine, kada će na neku prepreku strujanju djelovati sila hidrodinamičkog tlaka, i to na površini u koju tekućina udara (Bernoullijeva jednadžba).

### Hidrostatski tlak
Hidrostatski tlak je tlak mirnoga fluida, uzrokovan njegovom težinom. Ovisi o gustoći fluida ρ, dubini na kojoj se mjeri h i ubrzanju zemljine sile teže g, dakle: 
{\displaystyle p=\rho \cdot g\cdot h}
a ne ovisi o smjeru u kojem se mjeri.

### Hidraulički tlak
Hidraulički tlak je onaj koji na fluid djeluje izvana (na primjer zbog djelovanja crpke ili pumpe), a u fluidu djeluje jednako u svim smjerovima.

### Hidrodinamički tlak
Hidrodinamički tlak pojavljuje se u fluidu koji struji, a sastoji se od statičkog i dinamičkoga dijela; potonji ovisi o brzini strujanja fluida i djeluje u smjeru strujanja.

#### Bernoullijeva jednadžba
Bernoullijeva jednadžba je osnovni zakon gibanja fluida. Proizlazi iz primjene zakona o očuvanju energije na strujanje fluida. Odatle se dobije da zbroj:
{\displaystyle {\tfrac {1}{2}}\,\cdot \rho \ \cdot v^{2}\,+\,\rho \ \cdot g\cdot h+\,p\,=\,{\text{konstanta}}\,}
ima istu vrijednost posvuda u fluidu koji struji vodoravno, gdje je p tlak, ρ gustoća i v brzina fluida u nekoj točki, a h visina visina težišta poprečnog presjeka fluida u odnosu na neku vodoravnu ravninu. Prema tome, ondje gdje je brzina tekućine veća, tlak je manji, ondje gdje je brzina tekućine manja, tlak je veći. Na Bernoullijevoj jednadžbi osnivaju se mnoge inženjerske primjene, kao na primjer let zrakoplova: zrak struji uz gornju zakrivljenu plohu krila brže nego ispod krila, pa je tlak na donju plohu krila veći nego na gornju, što ima za posljedicu da na krila djeluje ukupna sila prema gore koja diže zrakoplov.

### Kohezijski tlak
Kohezijski tlak se pojavljuje samo na slobodnoj površini tekućine, rezultat je djelovanja kohezijskih sila.

### Krvni tlak
Krvni tlak je tlak krvi na stijenke krvnih žila. Ovisi o nekoliko čimbenika: o ukupnom obujmu krvi što ga izbacuje srce, o rastegljivosti i elastičnosti krvnih žila, o stegnutosti krvnih žila. Zbog srčanih kontrakcija tlak je najviši na početku krvnog optoka (u arterijama), a najniži na njegovu kraju, u venama. Kako srce izbacuje krv na mahove, arterijski tlak koleba između sistoličke i dijastoličke vrijednosti. U sistemskom krvnom optoku arterijski je tlak tijekom sistole normalno oko 16 kPa (120 mm Hg), a u dijastoli oko 10,5 kPa (80 mm Hg). Razlika tih dvaju tlakova (5,5 kPa ili 40 mm Hg) naziva se tlak pulsa (bȉla). Srednji arterijski tlak nešto je bliži vrijednosti dijastoličkoga tlaka, jer dijastola traje dulje od sistole. U završnim dijelovima arterijskoga sustava kolebanja tlaka postaju sve slabijima, pa je u kapilarama i venama krvni tlak jednolik. Na kraju venskoga sustava, na ušću gornje i donje šuplje vene u desnu pretklijetku, krvni je tlak približno 0 kPa.

## Pretlak, podtlak i apsolutni tlak
Da izmjerimo tlak plina koji se nalazi u nekoj posudi, može se mjeriti pomoću cijevi u obliku slova U koja je napunjena bilo kojom tekućinom, na primjer živom. Ako je tlak plina Po u posudi manji od atmosferskog tlaka Pa, živa će u lijevom kraku cijevi stajati više, a u desnom niže. Da bi bila ravnoteža u presjeku A-A, moraju tlakovi s lijeve i desne strane toga presjeka biti jednaki. S lijeve strane toga presjeka djeluje tlak Po i težina stupca tekućine h1. Stoga je s lijeve strane toga presjeka tlak:
{\displaystyle p_{1}=P_{o}+\rho \cdot g\cdot h_{1}}
Tlak s desne strane presjeka A-A jednak je zbroju atmosferskog tlaka Pa i težina stupca tekućine h2, to jest:
{\displaystyle p_{2}=P_{a}+\rho \cdot g\cdot h_{2}}
pri čemu je ρ - gustoća tekućine, a g - ubrzanje zemljine sile teže. Kako vrijedi p1 = p2, to je:
{\displaystyle P_{o}+\rho \cdot g\cdot h_{1}=P_{a}+\rho \cdot g\cdot h_{2}}
Kako je očito da je h1 - h2 = H, dobivamo:
{\displaystyle \rho \cdot g\cdot H=P_{a}-P_{o}}
U ovom slučaju težina stupca tekućine H mjeri razliku između atmosferskog tlaka i tlaka u posudi. Tu razliku nazivamo podtlak ili vakuum. Podtlak je iznos za koliko je tlak u nekoj posudi manji od atmosferskog tlaka. 
Kada bi tlak u posudi Po bio veći od atmosferskog tlaka, onda bi sličnim postupkom dobili da vrijedi:
{\displaystyle \rho \cdot g\cdot H=P_{o}-P_{a}}
Ovu razliku nazivamo pretlak. Pretlak je dakle iznos za koliko je tlak u nekoj posudi veći od atmosferskog tlaka. 
Apsolutni tlak p jednak je zbroju atmosferskog tlaka Pa i pretlaka:
{\displaystyle p=P_{a}+pretlak}
ili, apsolutni tlak p jednak je razlici atmosferskog tlaka Pa i podtlaka:
{\displaystyle p=P_{a}-podtlak}

## Poveznice
- Naprezanje
- Uzgon